# 韓顕宗
韓 顕宗（かん けんそう、466年 - 499年4月1日）は、北魏の官僚・軍人・学者。字は茂親。本貫は昌黎郡棘城県。

## 経歴
韓麒麟の次男として生まれた。才能と学問があり、性格は剛直で、朝廷で面と向かって諫諍することを厭わなかった。太和初年、秀才に挙げられ、対策甲科に及第し、著作佐郎に任じられた。孝文帝が南征の軍を起こすと、顕宗は中書侍郎を兼ねた。洛陽に遷都されると、顕宗は4カ条を上書して、聞き入れられた。
後に宋王劉昶の府で諮議参軍事となって、南の国境地帯で功績を立てたいと願い出たが、孝文帝に許されなかった。孝文帝は顕宗の編纂した『燕志』や『斉詩詠』を称揚して、著作の任にとどめた。後に崔逸らとともに朝儀の制定に参与した。
497年（太和21年）、孝文帝が南征の軍を起こすと、顕宗は右軍府長史・征虜将軍・統軍となった。魏軍が赭陽に進駐すると、南朝斉の戍主の成公期が軍主の胡松や高法援らを派遣して北魏の軍営を攻撃してきたため、顕宗は自ら迎え撃ち、高法援を斬首した。新野が平定されると、顕宗は広陽王元嘉の下で鎮南諮議参軍となった。顕宗は自らの戦功と殊勲を訴えて上表したが、孝文帝の不興を買って身柄を尚書に預けられた。兼尚書の張彝は顕宗を免官するよう奏上したが、孝文帝は顕宗の才能をなお用いるべきとして、無官のまま諮議参軍を代行させることとした。
顕宗は御史中尉の李彪に五言詩を贈り、賈誼の長沙流謫に我が身を仮託して、不遇の失意を嘆いた。499年（太和23年）4月1日、死去した。享年は34。編著として『馮氏燕志』10巻および『孝友伝』10巻があった。景明初年、章武男の爵位を追贈された。
子の韓武華が後を嗣ぎ、討寇将軍・奉朝請・太原郡太守に任じられた。

## 伝記資料
- 『魏書』巻60 列伝第48
- 『北史』巻40 列伝第28
- 魏故著作郎韓君墓誌（韓顕宗墓誌）